# 聖何塞德梅坦

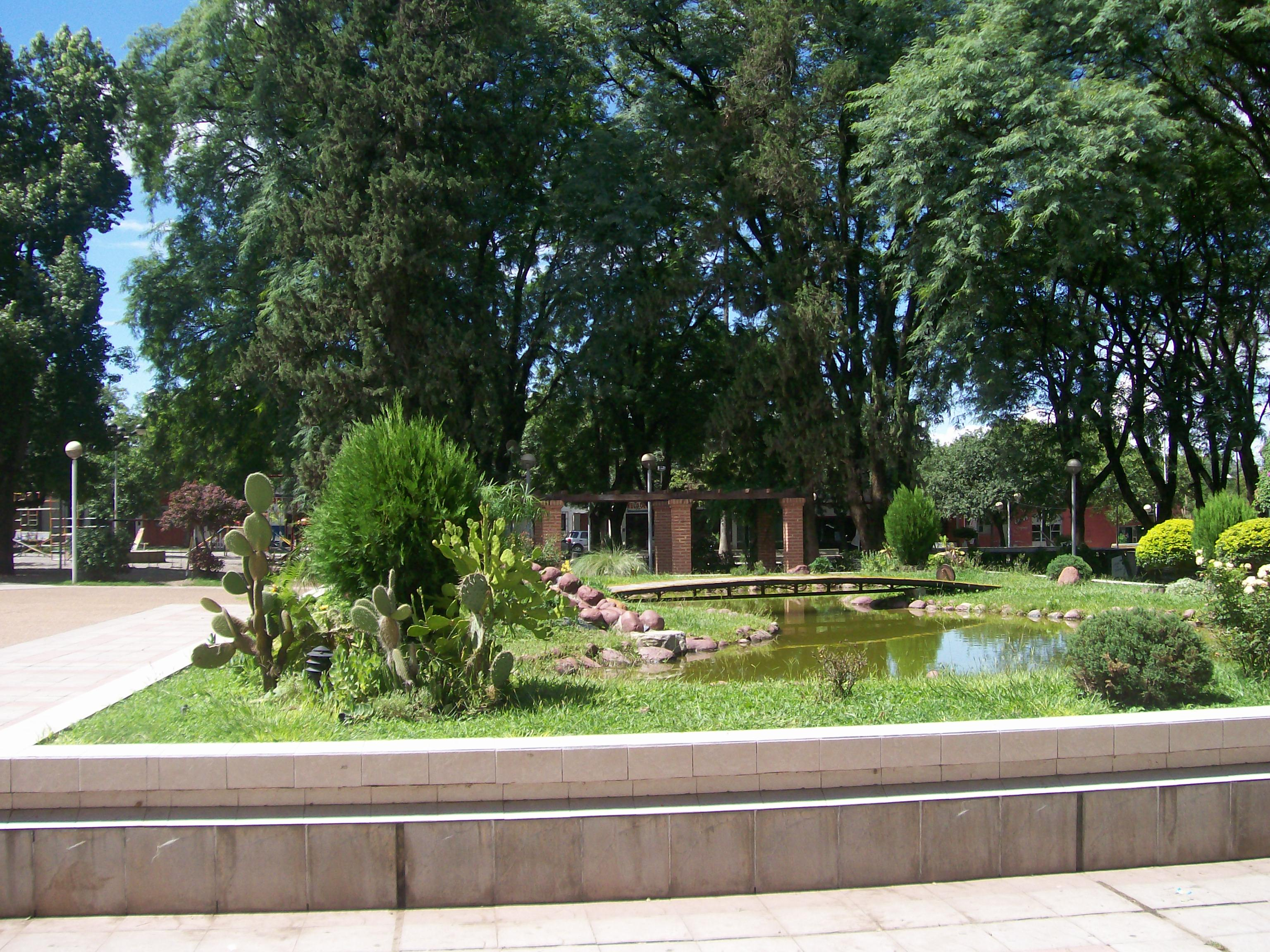
聖何塞德梅坦

25°29′S 64°57′W / 25.483°S 64.950°W
聖何塞德梅坦（西班牙語：San José de Metán），是阿根廷的城市，位於該國西北部薩爾塔省，是梅坦縣的首府，距離薩爾塔160公里，海拔高度802米，始建於1859年5月26日，2010年人口29,579。